# 阿勒格尼国家森林
阿勒格尼国家森林（英語：Allegheny National Forest）是一处美国国家森林，地处宾夕法尼亚州西北部，森林面积513,175英畝（801.8平方英里；2,076.7平方）。林区内部有座金祖阿水坝，将阿勒格尼河拦起来，形成阿勒格尼水库。该国家森林的行政中心位于沃伦。此外，该国家森林设有两个巡护员站，分别位于玛丽安维尔和布拉德福德。
该森林地下有庞大的石油储存，距离美国首个石油钻井所在地提图斯维尔仅有64km。因此，围绕该国家森林境内自然保护和资源开发的讨论一直持续不断

## 国家森林的历史

### 前殖民时代（1800年以前）
在18世纪，这片位于宾夕法尼亚州西北部的森林以东方铁杉Tsuga canadensis和美国水青冈Fagus grandifolia为主。 糖枫、白桦、核桃、北美乔松、北美白橡和水枫Acer rubrum亦是常见树种。 其中，北美乔松数量相对较少，且往往和橡树或是枫树共生。 现在这片森林中常见的晚花稠李在彼时仅占树木总量的不到百分之一。这片原始森林拥有极高的生物多样性，主要特征包括数量众多的参天大树、枯木以及多层林冠。 森林中有大量的鹿群，但诸如东加拿大狼和美洲狮等天敌将鹿的种群密度控制在大约每平方公里10只。该森林亦有非常茂密的下层植被。这片森林经常会受到飓风和冰雹的侵袭，故林中往往会有被这些灾害破坏形成的小块林中空地。在印第安人来到此地后，他们清除了一部分下层植被以便收获浆果和橡子这样的食物、狩猎以及在林中穿梭。

### 早期殖民（1800-1860）
第一批欧洲殖民者在19世纪初抵达此地。他们砍伐了一小部分森林以开辟新田并获取建筑所需的木材，导致林中出现小片空地。该林区随后逐渐建设了商业化的水力磨坊和蒸汽机驱动的锯木厂，极大的提升了对林业资源的砍伐和处理能力（在1840年代许多锯木厂能在一天内处理一万板英尺的木料]]。这导致林内部分种类的松树、铁杉和其他大型硬木被大量砍伐。
自1850年代起，制革匠开始广泛使用铁杉树皮作为鞣制皮革的材料。由于该森林拥有大量东方铁杉，制革业很快在此地涌现。随即而来的南北战争导致对马具、皮带和其他皮革制品的需求量大涨，导致此地的制革业繁荣，而铁杉由于被大量砍伐逐渐失去了优势树种的地位。

### 工业化（1860-1923）
自1860年开始，周围地区的经济发展导致对木材需求暴涨，包括但不限于用于制作家具、修筑房屋、支撑矿井（主要是煤矿）、作为铁轨枕木和造纸。同时，作为制革原料这一需求仍然存在，因此阿勒格尼森林遭到了极大规模的砍伐与破坏。同时，这片林区在1859年被探明有大量的石油存量，故而本地的原油开采、精炼、运输与探测等行业快速发展，吸引了诸多来自新英格兰、法国、瑞典和东欧的移民。这些新定居的移民在工作之余热衷于在森林里狩猎、观光和野营。除此以外，大量增加的人口也导致对食物的需求压力增大，故而大片森林被砍伐以开垦新田。此外，自1890年起阿勒格尼开始出现依靠林业资源生产木炭、甲醇、乙酸和醋石灰的化工产业。如此大规模的经济开发对森林的破坏是显而易见的：到20世纪初，像是鹿和狼这样的大型野兽几乎在森林中绝迹。此外，由于大树被大量砍伐，林冠高度显著降低。

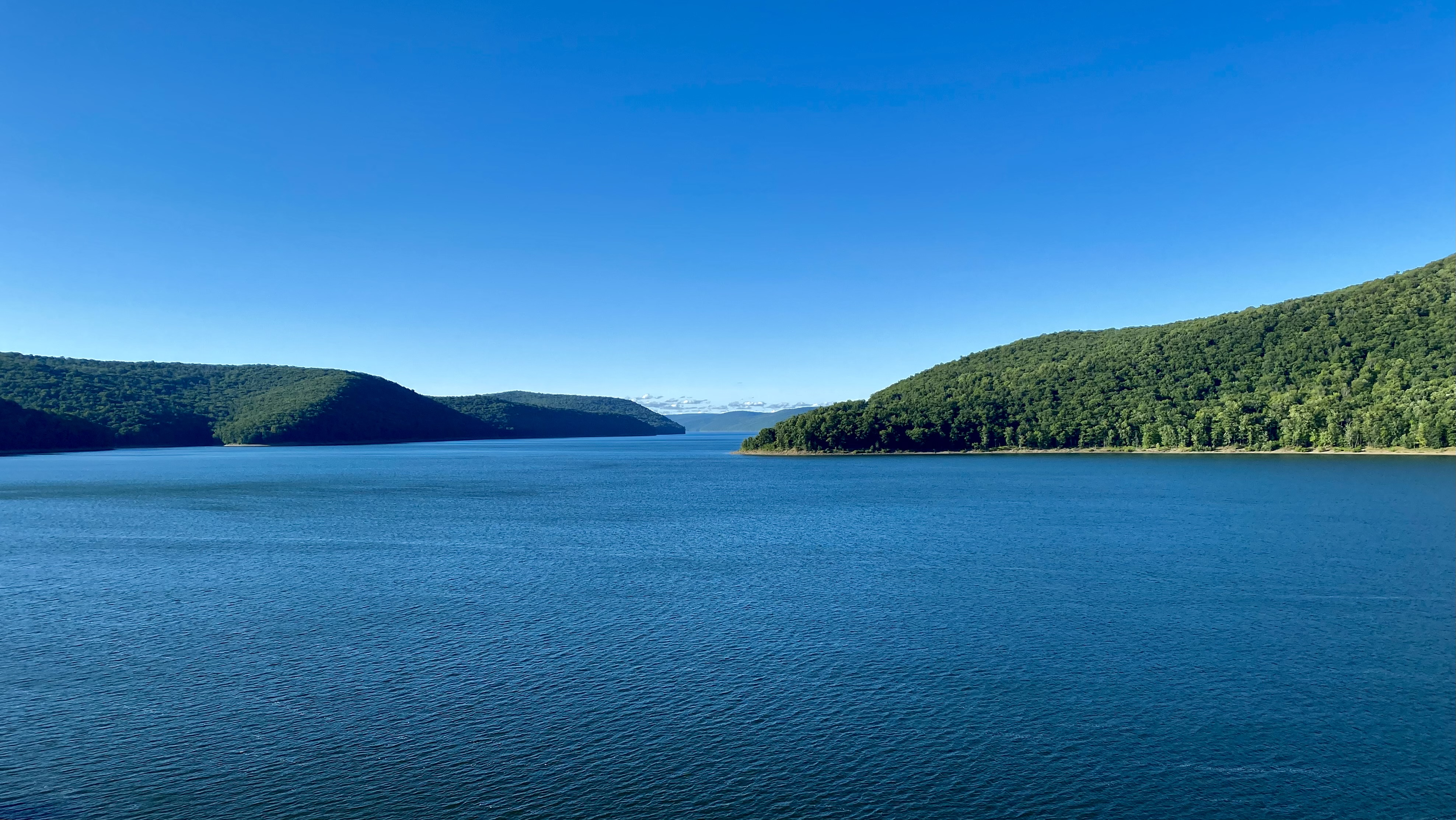
阿勒格尼水库

### 国家森林（1923-现在）
1911年3月1日，美国国会通过维克斯法，此后政府可在东部诸州购买土地并划为受保护的国家森林。1923年9月24日，阿勒格尼国家森林正式成立，成为宾夕法尼亚州第一个也是迄今为止唯一一个国家森林。大量因石油工业兴起的城镇由于国家森林的成立而被抛弃，成为鬼镇。。由于缺乏高林冠，森林内的光照比以前大幅增加，给予诸如樱桃树和水枫等喜光植物良好的生长环境。同时，人类在林中通过施肥和喷洒除草剂来使晚花稠李数量大幅增加。由于林地内大型食草动物（比如鹿）极少，森林植被得以快速恢复，在1940年左右已达到和今日森林环境相仿的水平。
阿勒格尼国家森林在成立后对林业资源进行了合理的开发规划，故而在其周边地区木材产业仍然是经济的重要一环。

## 自然环境
该国家森林是阿勒格尼高地森林的一部分，森林覆盖率高达90%。此外，该国家森林还是宾夕法尼亚州最大的原始森林，并拥有多种森林类别：主要为硬木森林，而在阿勒格尼河沿岸及其岛屿上也有河滨森林。

## 旅游业
1930年代，平民保育团在阿勒格尼国家森林内建立了数百个旅游和娱乐设施，其中包括双湖和洛雷塔等旅游区。这些设施在二战后由于户外运动的热门从而广受欢迎。

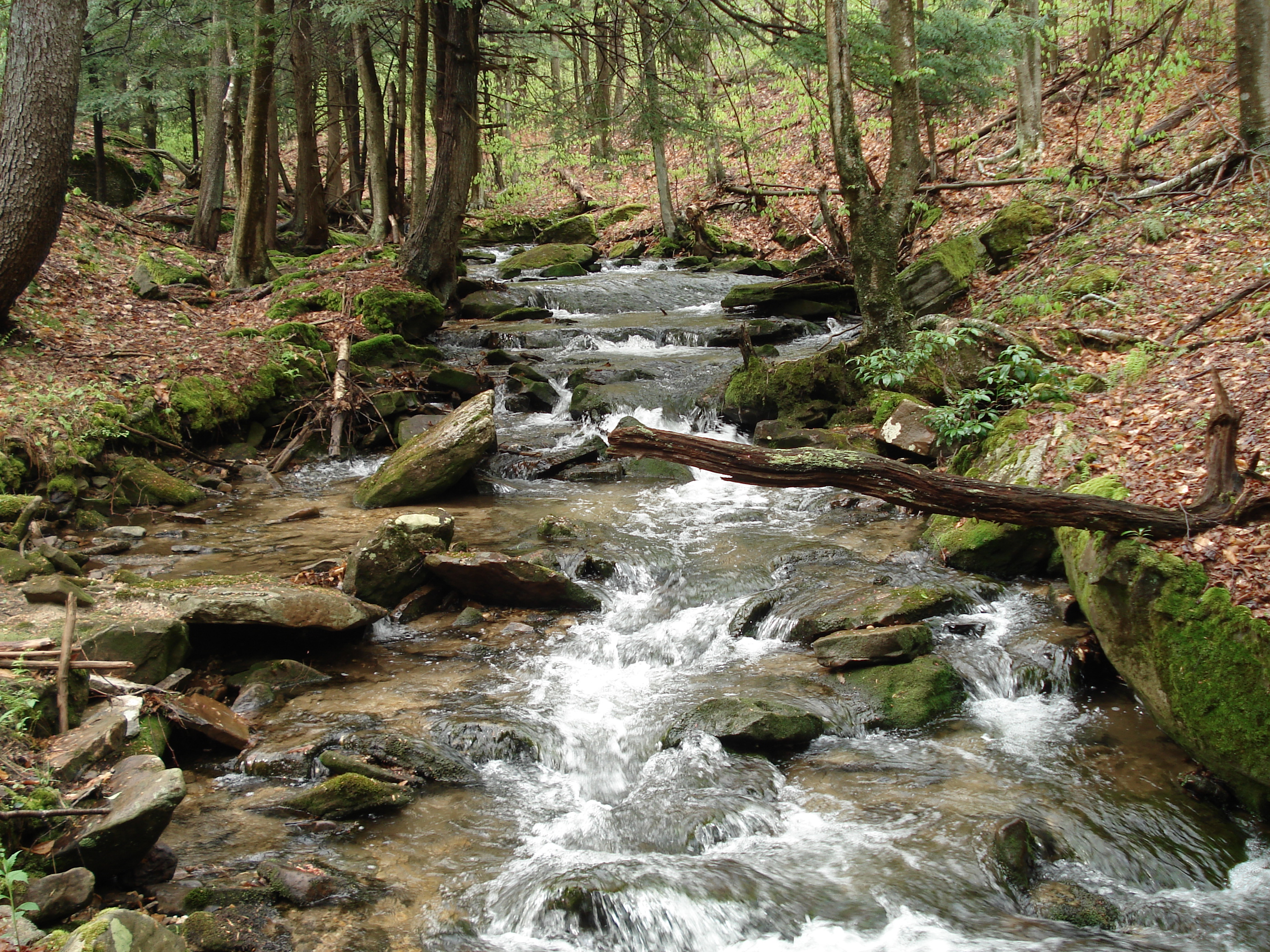
米尼斯特溪流经阿勒格尼国家森林，沿岸有一条远足步道

1965年，金祖阿水坝的竣工将本地的旅游业推向了新的高峰。在十年内，阿勒格尼水库的沿岸出现了大量的旅游设施，包括野营、划船、野餐、远足和观景等项目。 此后，这些旅游设施的基础建设不断完善和扩建，譬如新建洗手间和母婴室、开辟自行车道、滑雪道和供越野车和雪地车使用的汽车道等。
1981年，在罗纳德·里根总统任期内宾夕法尼亚荒野法案通过。该法案将阿勒格尼国家森林内的两片区域——希克里溪荒野区以及阿勒格尼群岛荒野区——划入国家荒野保护体系，这意味着此后这些地区将不会有永久定居点。

## 采油权有关的冲突
由于当初设立国家森林时联邦政府并未采购矿物的开采权，迄今为止仍有大量采集石油或天然气的钻井平台。在20世纪80年代，宾夕法尼亚州19%的原油产于阿勒格尼国家森林境内的油田。而在2000年国际油价上涨后拥有采矿权的私营企业更是扩大了在国家森林内的石油开采。沃伦政府和林业局在2009年6月曾与两家拥有开采权的企业对簿公堂。